# Heilige Drie Moren
De Heilige Drie Moren zijn een, mogelijk fictief, drietal aanvoerders van het Thebaanse Legioen.
Hun namen waren: Candidus, Exuperius en Mauritius. Zij zouden, samen met het gehele legioen, de marteldood zijn gestorven omdat zij weigerden de Christenvervolging te ondersteunen.
De parochiekerk van Gutschoven is aan de Heilige Drie Moren gewijd. Het is niet duidelijk hoe dit tot stand gekomen is. De alternatieve naam voor de kerk is Sint-Mauruskerk, maar Sint-Maurus had, in tegenstelling tot Sint-Mauritius, niets met de Thebaanse legioenen van doen.
Ook in het Duitse Rijnland, niet ver van de grens met België, o.a. in Bergstein (gemeente Hürtgenwald), zijn enkele kerken aan deze heiligen gewijd.